# Remind Me Tomorrow
Remind Me Tomorrow je páté studiové album americké zpěvačky Sharon Van Etten. Vydáno bylo 19. leden roku 2019 společností Jagjaguwar. Jde o zpěvaččino první album po bezmála pěti letech – to předchozí nazvané Are We There vydala v květnu 2014. Producentem desky byl John Congleton. Dále se na něm podíleli například Heather Woods Broderick, Zachary Dawes a Joey Waronker. Nahráno bylo v různých studiích v Los Angeles. Vydání alba bylo oznámeno počátkem října 2018, kdy byl rovněž vydán první singl „Comeback Kid“.

## Seznam skladeb
1. I Told You Everything
2. No One’s Easy to Love
3. Memorial Day
4. Comeback Kid
5. Jupiter 4
6. Seventeen
7. Malibu
8. You Shadow
9. Hands
10. Stay

## Obsazení
- Sharon Van Etten – zpěv, klavír, varhany
- Heather Woods Broderick – doprovodné vokály, syntezátor, elektrické piano
- Zachary Dawes – baskytara, syntezátor
- McKenzie Smith – bicí, perkuse
- Luke Reynolds – lap steel kytara, kytara, smyčky, syntezátor, klávesy, celesta, baskytara
- John Congleton – syntezátor, drone, programování bicích, perkuse, varhany, smyčky, bicí automat, theremin, sekvencer
- Jamie Stewart – syntezátor, zpěv, kytara, zvony, perkuse
- Lars Horntveth – kytara, syntezátor, dřeva, klavír, celesta
- Brian Reitzell – bicí, varhany, perkuse, drone, činely
- Joey Waronker – bicí
- Stella Mozgawa – bicí